# Azzolino Bernardino della Ciaia

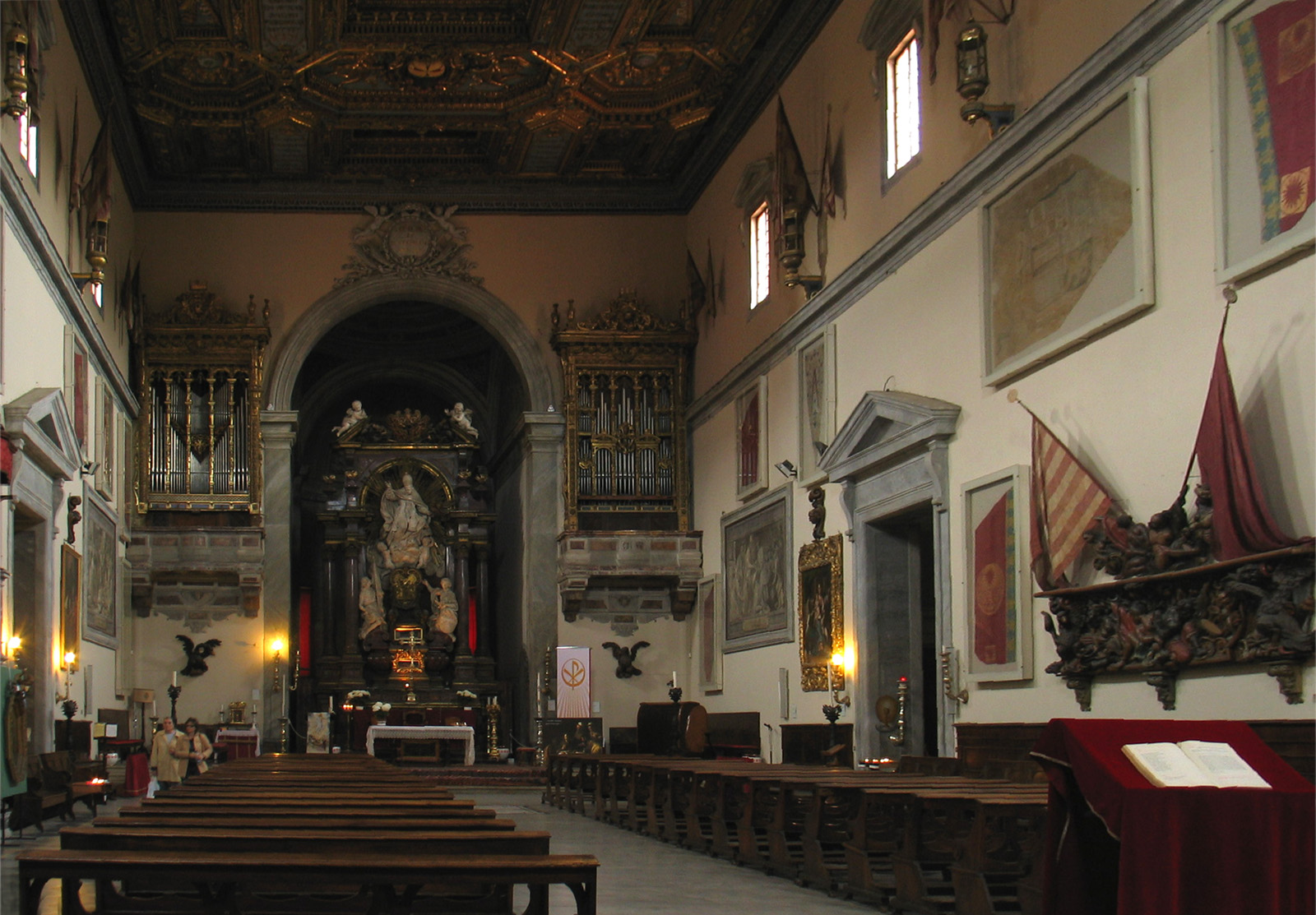
Chiesa di Santo Stefano dei Cavalieri. A sinistra l'organo realizzato da Azzolino della Ciaia (1733), a destra l'organo di Onofrio Zeffirini (1571)

Azzolino Bernardino della Ciaia (Siena, 21 maggio 1671 – Pisa, 15 gennaio 1755) è stato un organista, clavicembalista, compositore e organaro italiano.

## Biografia
Rampollo di una famiglia agiata, appartenente al Sacro Militare Ordine Marittimo dei Cavalieri di Santo Stefano, all'interno del quale ricevette la formazione musicale e successivamente lavorò come musicista. 
 L'ordine aveva sede a Pisa, nel palazzo che oggi ospita la Scuola Normale Superiore e nell'annessa chiesa di Santo Stefano dei Cavalieri.
Non sono noti tutti i dettagli della sua biografia. Visse a Pisa dal 1704 al 1713, e in quel periodo mantenne dei legami con la città di Firenze partecipando alla composizione collettiva di numerosi oratori: nel 1703 il suo nome figura tra i quattordici autori dell'oratorio I Trionfi di Giosuè e verso il 1710 partecipò alla composizione d'un altro oratorio, Giosuè in Gabaon. Nel il 1713 si trasferì a Roma dove visse fino al 1730, e in seguito di nuovo a Pisa, dove morì.
Era esperto nella fabbricazione di organi, e per questo strumento scrisse diversi brani (ricercari e altre composizioni contrappuntistiche). Nel 1733 progettò un imponente organo per la chiesa di Santo Stefano dei Cavalieri e lo realizzò con la collaborazione di altri organari toscani, romani e napoletani, utilizzando anche parti preesistenti. Tale organo, strumento molto importante nel panorama europeo, presenta 5 manuali di cui uno per il salterio, e più di sessanta registri, molti dei quali ad ancia, assai rari in Italia all'epoca. Tra le altre caratteristiche di spicco vi sono la pedaliera indipendente, file di canne raddoppiate e triplicate e canne tappate con la tipica sonorità di bordone; il progetto innovativo fu ispirato anche dallo studio di modelli francesi e tedeschi conosciuti durante i suoi numerosi viaggi. Della Ciaia partecipò infatti sin da giovane alle spedizioni marittime dell'ordine cavalleresco, dedicandosi quindi alla musica solo occasionalmente, spesso proprio durante la navigazione.
Il suo contributo al repertorio clavicembalistico lo pone ai primi posti quanto a originalità. Sei sonate pubblicate a Roma nel 1727 si segnalano per modernità di scrittura.
Esse sono costituite da 4 movimenti di cui i primi 2 sono sempre una toccata e una canzona seguite da brani diversi in tempo binario. Egli utilizza tutte le procedure di scrittura possibili, da un contrappunto severo e classico alla fantasia più sfrenata, moltiplicando i virtuosismi, le sincopi, le rotture ritmiche, le audacie armoniche con molti cromatismi e dissonanze, e modulazioni inattese. Scrisse uno dei primi glissando della storia della musica barocca.

## Discografia
- Opera omnia per tastiera. Clavicembalista: Mara Fanelli - Organista: Olimpio Medori, organo Romani-Agati-Tronci di tre tastiere e doppia pedaliera di Gavinana (Pistoia) - Voce: Paolo Fanciullacci (3 CD, Tactus, 2016)